# Deleni (Iași)
Deleni is een Roemeense gemeente in het district Iași.
Deleni telt 10376 inwoners.